# Казпочта
Акционерное общество «Казпочта» (каз. «Қазпошта» акционерлік қоғамы) — казахстанская компания, оператор казахстанской национальной почтовой сети. Штаб-квартира — в городе Астана. Член Всемирного почтового союза, принципиальный участник международных платёжных систем VISA International и MasterCard Worldwide.

## История
Почтовая отрасль Казахстана ведёт свою историю с дореволюционного и советского периодов. С обретением независимости Казахстана началась история образования и деятельности АО «Казпочта» как национального почтового оператора и юридического лица.

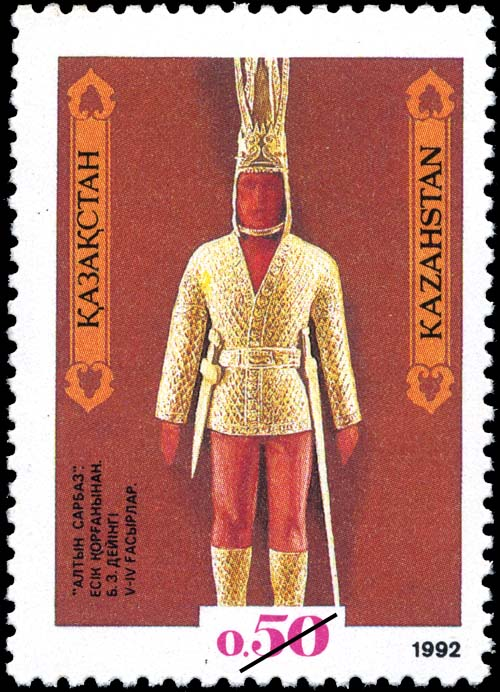
Первая почтовая марка Казахстана (1992). Художник Г. Комлев(Sc #1)

С 1992 года Казахстан является полноправным членом Всемирного почтового союза (ВПС). 5 апреля 1993 года согласно постановлению Кабинета министров Казахстана «О совершенствовании структуры управления отрасли связи Республики Казахстан» были разделены почта и электросвязь. В ноябре 1995 года Государственная почта стала самостоятельным хозяйствующим субъектом, преобразовавшись в Республиканское государственное предприятие почтовой связи (РГППС).
Летом 1999 года началось коренное реформирование почты после принятия постановления правительства Казахстана от 27 мая 1999 года «О мерах по стабилизации и финансовому оздоровлению почтовой отрасли». 20 декабря 1999 года РГППС было преобразовано в Открытое акционерное общество «Казпочта» со стопроцентным участием государства в уставном капитале; оно было зарегистрировано с общим капиталом 903,66 миллиона тенге, первоначальный уставный капитал общества был сформирован исключительно в виде зданий и оборудования. Ситуация усугублялась тяжёлым финансовым состоянием почтовой отрасли — задолженность РГППС за период с 1993 по 2000 год перед накопительными пенсионными фондами, по заработной плате и налогам составляла 140 миллионов тенге, сумма накопленных убытков прошлых лет за эти годы составила более 250,6 миллиона тенге.
Программа развития почтовой отрасли и формирования почтово-сберегательной системы на 2000—2003 годы положила начало созданию в Казахстане почтово-сберегательной системы на базе розничной сети отделений почтовой связи. В качестве источника финансирования для её реализации послужил заем Исламского банка развития в размере 9 млн долларов США под госгарантию, выпуск внутренних облигаций на сумму 1,4 млрд тенге, а также постоянное увеличение правительством страны уставного капитала компании. Казахстан стал первым государством на территории СНГ, разработавшим почтово-сберегательную систему. Результаты деятельности АО «Казпочта» по созданию полноценной почтово-сберегательной системы были признаны успешными Региональным содружеством в области связи (РСС).
В октябре 2006 года в Алма-Ате было создано предприятие «Электронпост.kz» по предоставлению услуг информационной логистики, включая распечатку и конвертование почтовых отправлений.

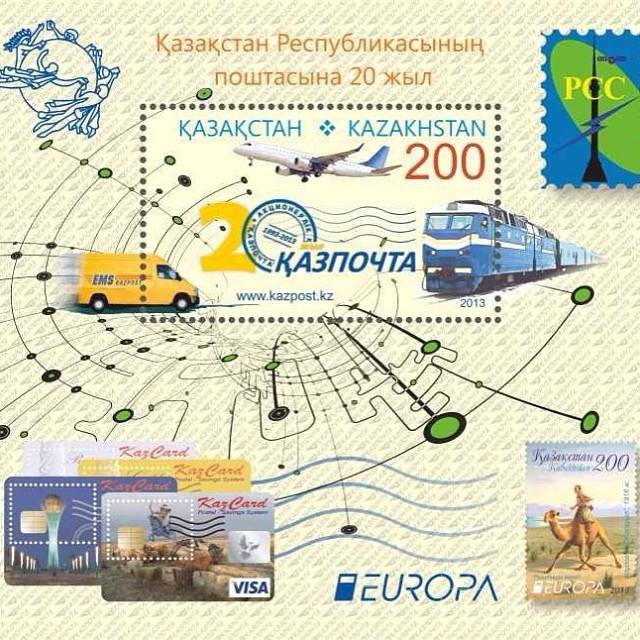
Почтовый блок, посвящённый 20-летию Казпочты

В декабре 2007 года Казпочта получила статус ассоциированного члена международной платежной системы Visa International и начала производить выпуск платёжных карточек Visa. В январе 2013 года Казпочта стала принципиальным участником MasterCard Worldwide, с августа 2013 года — принципиальным участником Visa International.
В феврале 2008 года в Германии совместно с немецкими партнерами для осуществления функций логистики, каталожной торговли, сбора и пересылки почтовой корреспонденции из Германии в Казахстан было открыто дочернее предприятие «Kazpost GmbH».
19 декабря 2012 года, в рамках проводимой Казпочтой системной модернизации почтовой сети, в Астане было открыто первое в Казахстане круглосуточное отделение «Post-24». Первая круглосуточная зона обслуживания клиентов «Post-24» оказывает почтовые и финансовые услуги, обслуживая сотрудников более 30 министерств, ведомств, государственных холдингов, национальных компаний и жителей столицы.
В 2012 году Всемирный почтовый союз вручил сертификат о присвоении казахстанскому оператору почтовой связи уровня «В» («серебряный» уровень) за управление качеством. Сертификат был выдан в знак признания ВПС эффективности реформ, которые проводит АО «Казпочта». Казахстан вступил во Всемирный почтовый союз 27 августа 1992.
В январе 2013 Казпочта стала принципиальным участником MasterCard Worldwide, с августа 2013 — принципиальным участником Visa International.
В 2014 году Казпочта становится участником программы «Трансформация» группы компаний «Самрук-Казына».
На протяжении 2014 были введены такие новшества, как запуск первой автоматизированной почтовой станции (почтомат). На сегодня количество почтоматов составляет 131, до 2020 года планируется увеличить количество до 240 штук. Также, в этом году создано первое мобильное приложение MyKazpost; старт таких новых почтовых услуг, как гибридная электронная почта и Print2Card, которые предоставляют возможность отправлять в онлайн-режиме и в режиме 24/7 письма и открытки.
В декабре 2015 состоялось открытие в Астане первого супермаркета посылок, позволяющего самостоятельно получать посылки без участия оператора (сегодня через супермаркеты посылок выдается от 600 до 1500 посылок в день); открытие сетей почтоматов (автоматизированных почтовых станций для получения и отправки посылок); запуск бота в мессенджере Telegram; модернизация и развитие контактного центра; внедрение системы электронной очереди; присвоение трек-номера международным почтовымотправлениям; SMS-уведомления на номер клиента для оповещения о доставке посылки; запуск оформления авиабилетов и страхования через отделения Казпочты.
В 2016 году открытие центрального модернизированного отделения в Астане; запуск услуги Vpost.kz, позволяющей заказывать товары из интернет-магазинов США; старт новой услуги Salem, Online, предоставляющей возможность оплачивать услуги онлайн на сайте Post.kz.
В 2017 году — переход на сервисную модель Архивная копия от 7 апреля 2018 на Wayback Machine; запуск собственного процессингового центра по выпуску платёжных карт; выпуск платежных карт Kazpost и Aliexpress; первый в истории РК запуск доставки посылок дронами; открытие первого в РК цифрового офиса, оснащённого инновационным оборудованием, предоставляющим почтовые и финансовые услуги; запуск нового сервиса для почтальонов Mobile Postman, позволяющего увеличить эффективность работы почтальонов в связи с возможностью интегрирования всех необходимых документов в почтово-логистическую систему через специальное мобильное приложение; запуск автоматизированной сортировочной линии, позволяющей повысить скорость обработки посылок в 10 раз; открытие e-commerce-центров.
В 2018 году запущена франчайзинговая сеть для потенциальных партнеров в целях достижения шаговой доступности услуг для клиентов даже в самых отдалённых пунктах.
В марте 2018 года запущен усовершенствованный дрон, который способен доставлять посылки весом до четырех килограммов.

## Структура
Учредителем АО «Казпочта» является Правительство Республики Казахстан. 23 февраля 2006 года государственный пакет акций АО «Казпочта» был передан в оплату размещаемых акций АО «Казахстанский холдинг по управлению государственными активами „Самрук“», который в 2008 году был преобразован в АО «Фонд национального благосостояния „Самрук-Казына“».
Органом управления АО «Казпочта» является Совет директоров Архивная копия от 7 апреля 2018 на Wayback Machine, осуществляющий руководство над деятельностью компании, за исключением вопросов, отнесенных законодательством Казахстана или уставом Казпочты к исключительной компетенции единственного акционера или правления, а также контроль над деятельностью правления компании в пределах своей компетенции. Коллегиальным исполнительным органом Казпочты является Правление Архивная копия от 7 апреля 2018 на Wayback Machine, которое вправе принимать решения по любым вопросам деятельности компании, не отнесённым законодательством и уставом к компетенции единственного акционера и Совета директоров.

## Деятельность
Среди основных услуг, оказываемых Казпочтой на 2013 год — доставка письменной корреспонденции, простых отправлений (бандеролей и посылок), экспресс-доставка отправлений EMS-Kazpost, осуществление денежных переводов, выпуск и обслуживание платёжных карточек. Также почтовые отделения осуществляют приемку и зачисление коммунальных платежей, доставку пенсий и пособий, распространение печатных изданий.
С 2012 года Казпочта является проводником национальной инвестиционной программы «Народное IPO», предоставляя брокерские и транс-агентские услуги.
В 2012 году на 25-м Всемирном почтовом конгрессе в Дохе (Катар) ВПС вручил Казпочте сертификат о присвоении казахстанскому оператору почтовой связи уровня «В» («серебряный» уровень) за управление качеством, в знак признания ВПС эффективности реформ, которые проводит Казпочта.

## Программа трансформации
Цель Программы трансформации — стандартизация и оптимизация бизнес-процессов и условий, обеспечивающих качество предоставления услуг, повышение эффективности деятельности компании, создание единого информационного пространства и корпоративной культуры.
Программа трансформации — это полный цикл преобразований от системы управления, выработки стратегического видения, постановки процессов и KPI, внедрения ИТ — решений до совместного с клиентом управления изменениями и достижениями конечного результата.
Этапы реализации Программы трансформации:
1. Стадия 0 «Подготовка и мобилизация» (март — июнь 2014 года);
2. Стадия 1 «Диагностика и дизайн» (июль 2014 — июнь 2015 года);
3. Стадия 2 «Планирование» (июль — октябрь 2015 года);
4. Стадия 3 «Реализация» (начало — 4 квартал 2015—2020 года).[источник не указан 2896 дней]

## Приватизация
В январе 2016 года Министерством национальной экономики РК было объявлено, что «Казпочта» будет приватизирована посредством IPO.